# Thors (Charente-Maritime)
Thors é uma comuna francesa na região administrativa da Nova Aquitânia, no departamento de Charente-Maritime. Estende-se por uma área de 5,55 km². Em 2010 a comuna tinha 468 habitantes (densidade: 84,3 hab./km²).